# 寿山摩崖石刻
寿山摩崖石刻，位于中国福建省霞浦县松山街道大沙村，为霞浦县级文物保护单位，类型为石刻碑记，公布时间为1986年2月。
寿山摩崖石刻的历史年代为清，位于大沙村西侧的塔岗山上，原名孙李阁，摩崖石刻所题写的具体时间不明。